# Jubelina wilburii
Jubelina wilburii är en tvåhjärtbladig växtart som beskrevs av W.R. Anderson. Jubelina wilburii ingår i släktet Jubelina och familjen Malpighiaceae. Inga underarter finns listade i Catalogue of Life.